# Margaret Sullavan
Margaret Brooke Sullavan, född 16 maj 1909 i Norfolk i Virginia, död 1 januari 1960 i New Haven i Connecticut, var en amerikansk skådespelare.

## Biografi
Margaret Sullavan växte upp i en förmögen familj, hennes far var en känd börsmäklare. Hon studerade dans och drama redan från barndomen och gjorde professionell scendebut som sjuttonåring.
Margaret Sullavan gjorde sin debut på Broadway 1931. Samma år gifte hon sig med skådespelaren Henry Fonda, och trots att äktenskapet slutade i skilsmässa redan 1933 fortsatte deras vänskap livet ut. Hon var sedan gift ytterligare tre gånger; med regissören William Wyler 1934–1936, med producenten Leland Hayward 1937–1947 och med Kenneth Wagg 1950–1960. Äktenskapet med Leland Hayward resulterade i tre barn.
Margaret Sullavan gjorde sin filmdebut 1933 i En enda natt och hon blev Oscarsnominerad för sin roll i Kamrater (1938). Tillsammans med James Stewart deltog hon i en mängd minnesvärda filmer såsom En fallen ängel (1938), Den lilla butiken (1940) och Flykt undan våldet (1940).
Margaret Sullavan led av depression och hörselproblem som blev värre allt eftersom åren gick. Hon hittades medvetslös i ett hotellrum i New Haven i Connecticut, av en barbiturat-överdos på nyårsdagen 1960. Hennes död, vid 50 års ålder, skrevs in som en olycka, men många tror att det rörde sig om självmord. Hon tilldelades kort därefter en postum stjärna för film på Hollywood Walk of Fame vid adressen 1751 Vine Street.

## Eftermäle
Margaret Sullavans dotter i äktenskapet med Leland Hayward, Brooke Hayward (född 1937), skrev 1977 boken Haywire som blev en bästsäljare. I boken beskriver hon sin hemska barndom, hur hennes bror blev mentalt sjuk och andra händelser som så småningom ledde fram till hennes mors sammanbrott och självmord. Brooke Hayward var 1961–1969 gift med skådespelaren Dennis Hopper.

## Filmografi i urval
- 1933 – En enda natt
- 1934 – Little Man, What Now?
- 1935 – Lyckan kommer...
- 1936 – Nästa gång vi lever
- 1936 – Jag släpper dig ej
- 1938 – Kamrater
- 1938 – En fallen ängel
- 1940 – Den lilla butiken
- 1940 – Flykt undan våldet
- 1941 – Kärlekens bakgata
- 1941 – Folket utan fosterland
- 1943 – Kvinnor vid fronten
- 1950 – Tills döden skiljer oss åt

## Teater

### Roller
| År   | Roll    | Produktion          | Regi            | Teater                          |
| ---- | ------- | ------------------- | --------------- | ------------------------------- |
| 1955 | Jessica | Janus Carolyn Green | Reginald Denham | Plymouth Theatre, New York, USA |